# Piero Stroppa
Piero Stroppa (Milano, 16 agosto 1956) è un divulgatore scientifico italiano.

## Biografia
Laureato in Fisica presso l'Università degli Studi di Milano nel 1979, dove studia con Giovanni F. Bignami. Svolge la tesi presso la sezione di Merate dell'Osservatorio astronomico di Brera insieme ad Antonella Barbiano di Belgiojoso, sotto la guida di Massimo Fracassini e Laura E. Pasinetti. Docente di Fisica dal 1979 presso scuole secondarie della Città metropolitana di Milano, ha insegnato Fisica al triennio del Liceo Scientifico delle Scienze Applicate "J.C. Maxwell" di Milano fino al ritiro dal servizio nel 2023, ricoprendo diversi incarichi nel servizio di orientamento in ingresso e dell'organizzazione dei Percorsi di competenze trasversali per l'orientamento.  
Da novembre 2023 è docente di Fondamenti di Fisica al corso di Technology and Digital Healthcare presso l'Istituto Tecnico Superiore per le Nuove Tecnologie della Vita, presso l'Ospedale San Raffaele di Milano.  
Autore di numerose pubblicazioni e di volumi nel campo della divulgazione scientifica, è autore di testi di didattica per la scuola secondaria di secondo grado per Arnoldo Mondadori Editore di Milano e di testi per la secondaria di primo grado per Editrice La Scuola di Brescia. 
Dal 1992 al 2019 è stato coordinatore editoriale (dal 2018 direttore editoriale) della rivista di informazioni astronomiche e spaziali Nuovo Orione edita da Gruppo B Editore di Milano.
Da novembre 2019 a febbraio 2024 è direttore editoriale della rivista di informazioni astronomiche e spaziali Cosmo, edita da BFC Space srl, Milano; da marzo 2024 è direttore editoriale della rivista Cosmo 2050 edita da Lucky Media srl. 
Nel 2018 è stato editorialista nella trasmissione Cronache Spaziali in onda su Reteconomy (Sky 512, DTT 260); nel 2023 è stato editorialista della trasmissione Destinazione Cosmo" in onda su Sky 511. 
Nel 2004 l'Unione Astronomica Internazionale ha ufficializzato la nomina di un asteroide a lui titolato: 46720 Pierostroppa